# Palazzo del Tritone
Le Palazzo delle Imprese Fondiarie ou Palazzo del Tritone est un palais situé au 132 de la Via del Tritone, dans le Rione Trevi de Rome, qui abrite actuellement le siège du groupe Sorgente. 

## Histoire
Le bâtiment est situé dans la section de la Via del Tritone situé près de la Piazza Barberini. La construction, achevée en 1910, est le résultat des travaux d’ouverture de la moderne Via del Tritone, réalisée entre 1885 et 1925, lors des transformations urbaines de Rome, pour l’adapter à ses nouvelles fonctions de capitale du royaume d’Italie. Le palais lui-même est constitué d'une structure principale de huit étages le long de la rue et d'une autre, secondaire, parallèle à la Via degli Avignonesi, plus basse et moins régulière. 
Sur le plan stylistique, le palais doit être considéré comme un bâtiment de transition: traditionnel dans son plan, il devient moderne dans les proportions qui exaltent les éléments verticaux. Les décorations classiques et les éléments décoratifs typiques de l'académisme de la fin du XIXe siècle sont combinés à un autre style Art nouveau plus stylisé, géométrique et floral.

## Description
La façade de la Via del Tritone est symétrique. Si la l'ouvrage de travertin rustique sur lequel sont posés les pilastres fait référence à des solutions traditionnelles, les détails sont partout présents avec des motifs végétaux et géométriques d'inspiration Art Nouveau. Comme dans de nombreux palais à usage commercial, les travées des deux premiers étages sont presque entièrement encadrées par les fenêtres basses et de grandes fenêtres du premier étage. 

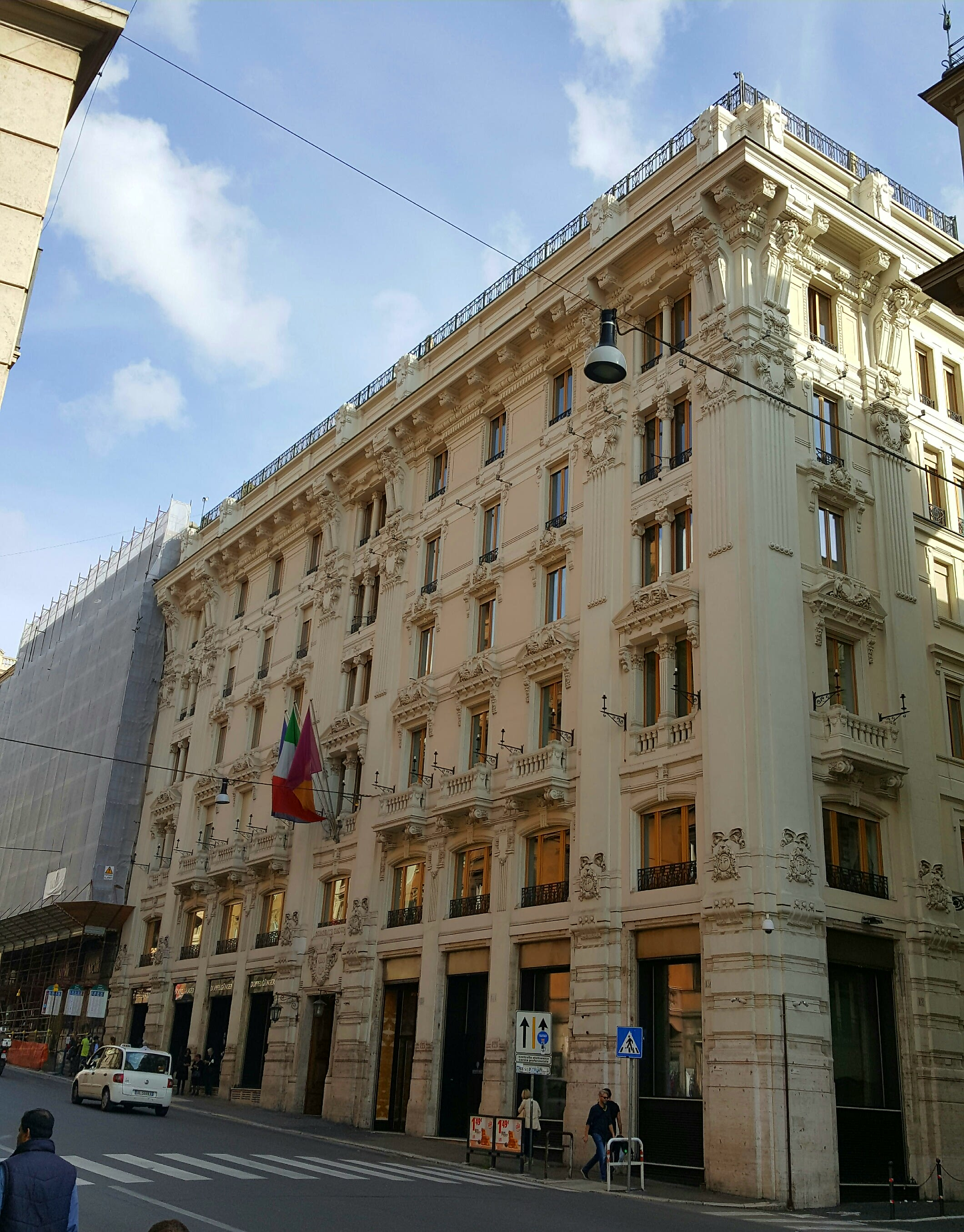
Vue du palais sur la Via del Tritone.
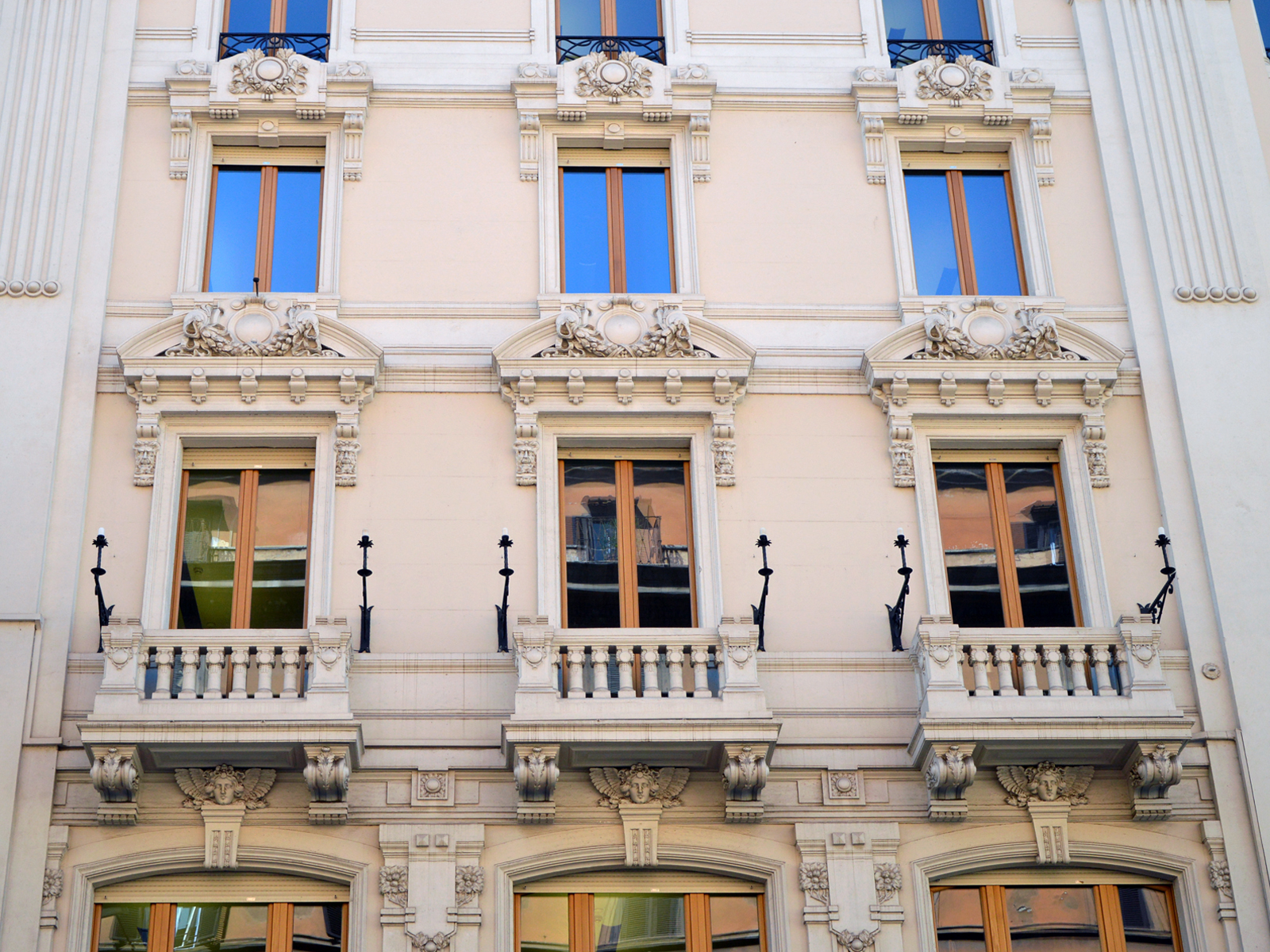
Détail des fenêtres.
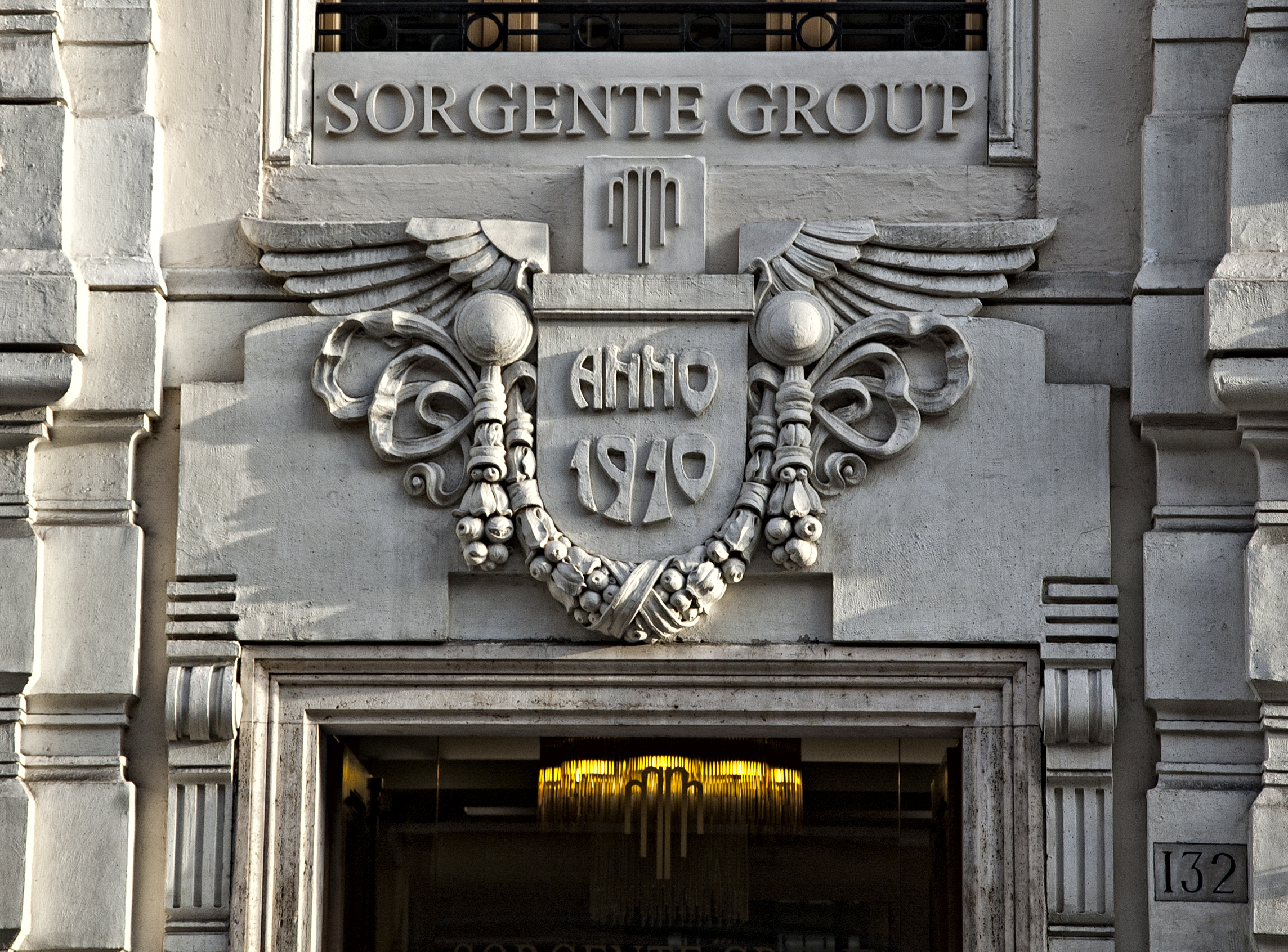
Détail